# Trefliget gummipude
Trefliget Gummipude (Azorella trifurcata) er en stedsegrøn staude med en nedliggende og krybende vækstform. Den bruges en del som bunddække i haverne.

## Beskrivelse
Da løvet er meget tæt, danner planten kompakte, flade puder. Skuddene er tykke og kødede (nærmest sukkulente). Barken er først lysegrøn eller næsten hvid. Senere bliver den lysebrun. Knopperne er bittesmå, flade kegler, som sidder skjult dybt nede i bladhjørnerne. Bladene er spredte og trelappede med hel rand og en tornagtig spids på hver lap. Oversiden er blank og mørkegrøn, mens undersiden er lysegrøn. 
Blomstringen sker i juni, hvor planten bærer talrige, men bittesmå gulgrønne skærmblomster. Frøene modner ikke i Danmark.
Planten har en kraftig pælerod, som gør den nøjsom og udholdende i tørke.
Højde x bredde og årlig tilvækst: 0,05 × 0,50 m (1 × 5 cm/år). Disse mål kan fx bruges til beregning af planteafstande, når arten anvendes som kulturplante.

## Hjemsted
Trefliget Gummipude hører hjemme i det sydligste Sydamerika, på Ildlandet, Falklandsøerne, de antarktiske øer og i Patagoniens bjerge. 
I våde områder af slettelandskabet i det nordvestlige Patagonien, Argentina, vokser arten sammen med bl.a. Berberis heterophylla (en art af Berberis), Glat Ærenpris, Hjertebladet Karse, Hvid Eskallonia, Ildland-Tornnød, Limonium brasiliense (en art af Hindebæger), Plantago australis (en art af Vejbred), Plantago uniglumis (en art af Vejbred), Ranunculus cymbalaria (en art af Ranunkel), Senecio bracteolatus (en art af Brandbæger), Senecio subulatus (en art af Brandbæger) og Skærmarve
| Portal | Portal:Botanik |

## Note
1. ↑  www.inta.gov.ar: D. Bran, J. Gaitán, J. Ayesa og C. López: La vegetación de los mallines del Noroeste de Patagonia (spansk)